# Siamesisch-Birmanischer Krieg 1785–1792
Der Siamesisch-Birmanische Krieg 1785–1792 (thailändisch สงครามเก้าทัพ „Krieg der neun Armeen“) war eine militärische Auseinandersetzung zwischen Siam (dem heutigen Thailand) und Birma.

## Vorgeschichte

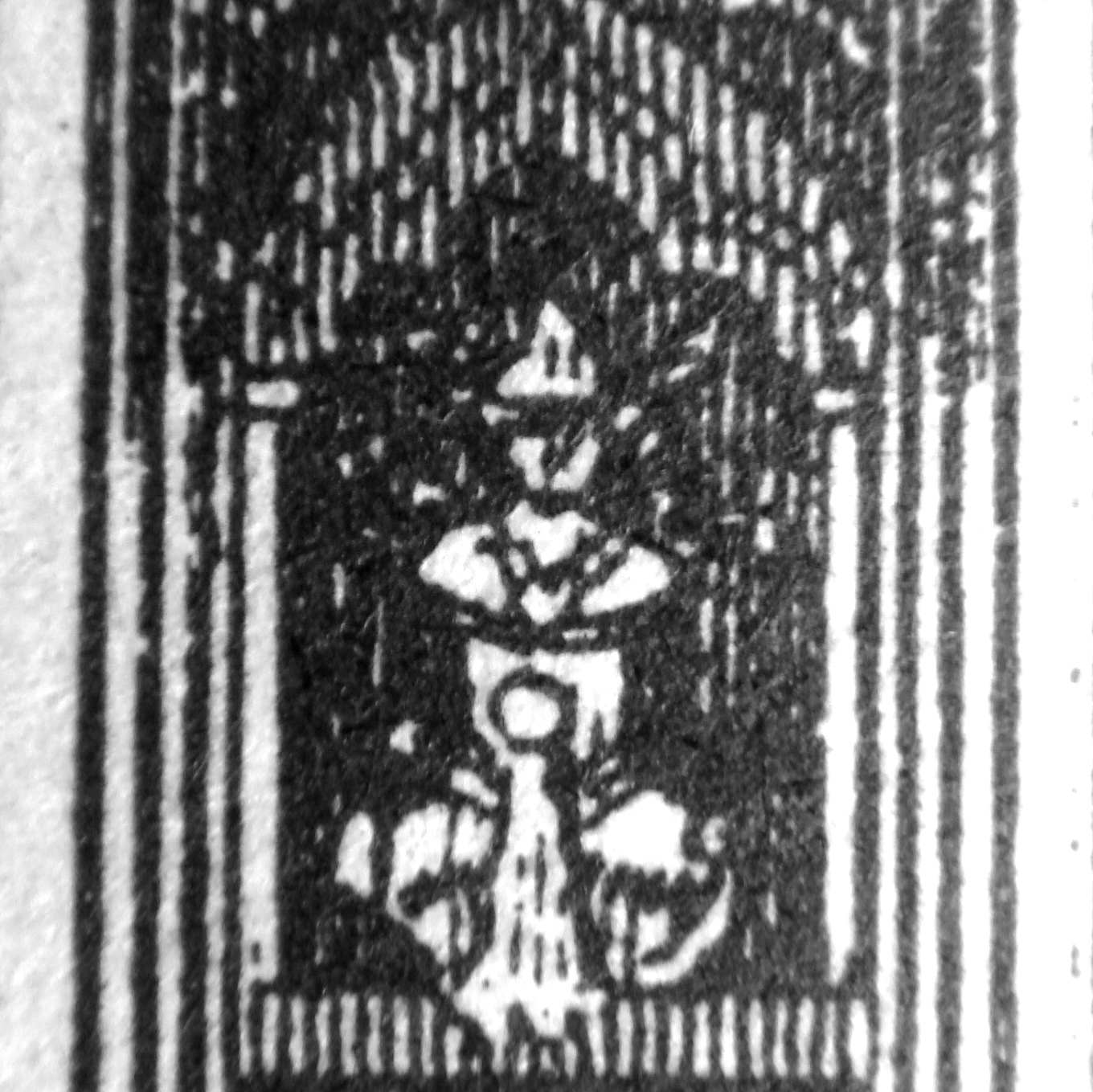
Darstellung von König Bodawpaya (1795)

Nach der vollständigen Zerstörung der alten siamesischen Hauptstadt Ayutthaya durch die Birmanen und der anschließenden Rückgewinnung des siamesischen Territoriums unter König Taksin (reg. 1769–1782), gaben die Birmanen ihren Anspruch auf eine Vormachtstellung in Südostasien nicht auf. Dennoch führten die internen Auseinandersetzungen in Birma zu einer Schwächung der wirtschaftlichen und militärischen Kräfte des Landes. König Bodawpaya (reg. 1782 bis 1819) richtete seine Aufmerksamkeit zunächst in den Westen nach Arakan, dessen Küstenbereich er 1784 immerhin annektieren konnte. Dabei machte er 21.000 Kriegsgefangene, die in die Sklaverei gehen mussten.

## Verlauf
Nach seinem Erfolg gegen das schwache Arakan ermutigt, plante Bodawpaya die Niederschlagung des alten Rivalen im Osten, Siam. Dessen gerade gekrönter König Rama I. (reg. 1782 bis 1809) konnte auf der rastlosen Vorarbeit von König Taksin aufbauen, der ein schlagkräftiges Heer hinterlassen hatte, dessen Anführer der Bruder des Königs, Maha Sura Singhanat, war. Die Birmanen wurden zurückgeschlagen und zogen sich überhastet gen Osten zurück. Trotz seiner schweren Niederlage wollte sich Bodawpaya nicht mit seiner Lage abfinden und begann einen erbitterten Abnutzungskrieg. Dies veranlasste die Siamesen, sich auf den Wiederaufbau des Reiches zu konzentrieren und den Zugriff auf Tavoy und Tenasserim zu lockern.

## Folgen
Dies war die letzte militärische Auseinandersetzung zwischen Siam und Birma, die den Namen Krieg verdient. Birma wurde In der ersten Hälfte des 19. Jahrhunderts von Großbritannien bedrängt, während sich Siam auf den Norden (Lan Xang, Königreich Luang Phrabang und das Königreich Vientiane) sowie den Osten (Kambodscha und das Königreich Champasak) konzentrierte.